# Distretto di Falam
Il distretto di Falam (in lingua birmana: လမ်းခရိုင်) è un distretto della Birmania, situato nello Stato Chin.
Le città più importanti sono Chikha, Tonzang, Tiddim, Falam e Hakha.

## Suddivisioni
Il distretto è suddiviso in 5 township e 515 villaggi. Le township sono:
- Falam
- Hakha
- Htantlang
- Tedim
- Tonzang